# Elon (nome)
Elon (in alfabeto ebraico: אֵילוֹן ) è un nome proprio di persona ebraico maschile.

## Origine e diffusione
Riprende un termine ebraico avente il significato di "grande albero" oppure "albero di Dio"; spesso è interpretato anche come "quercia".
Si tratta di un nome biblico, portato da alcuni personaggi dell'Antico Testamento e usato anche come toponimo; si ricorda, in particolare, Elon, uno dei Giudici d'Israele.
Va notato che il nome "Elon" è in uso anche nella comunità afroamericana, ma in questo caso si tratta di un'invenzione moderna, basata forse sul termine francese élan ("brio", "vivacità", "autostima").

## Onomastico
Non esistono santi che portano questo nome, che quindi è adespota. L'onomastico può essere festeggiato in occasione di Ognissanti, il 1º novembre.

## Persone

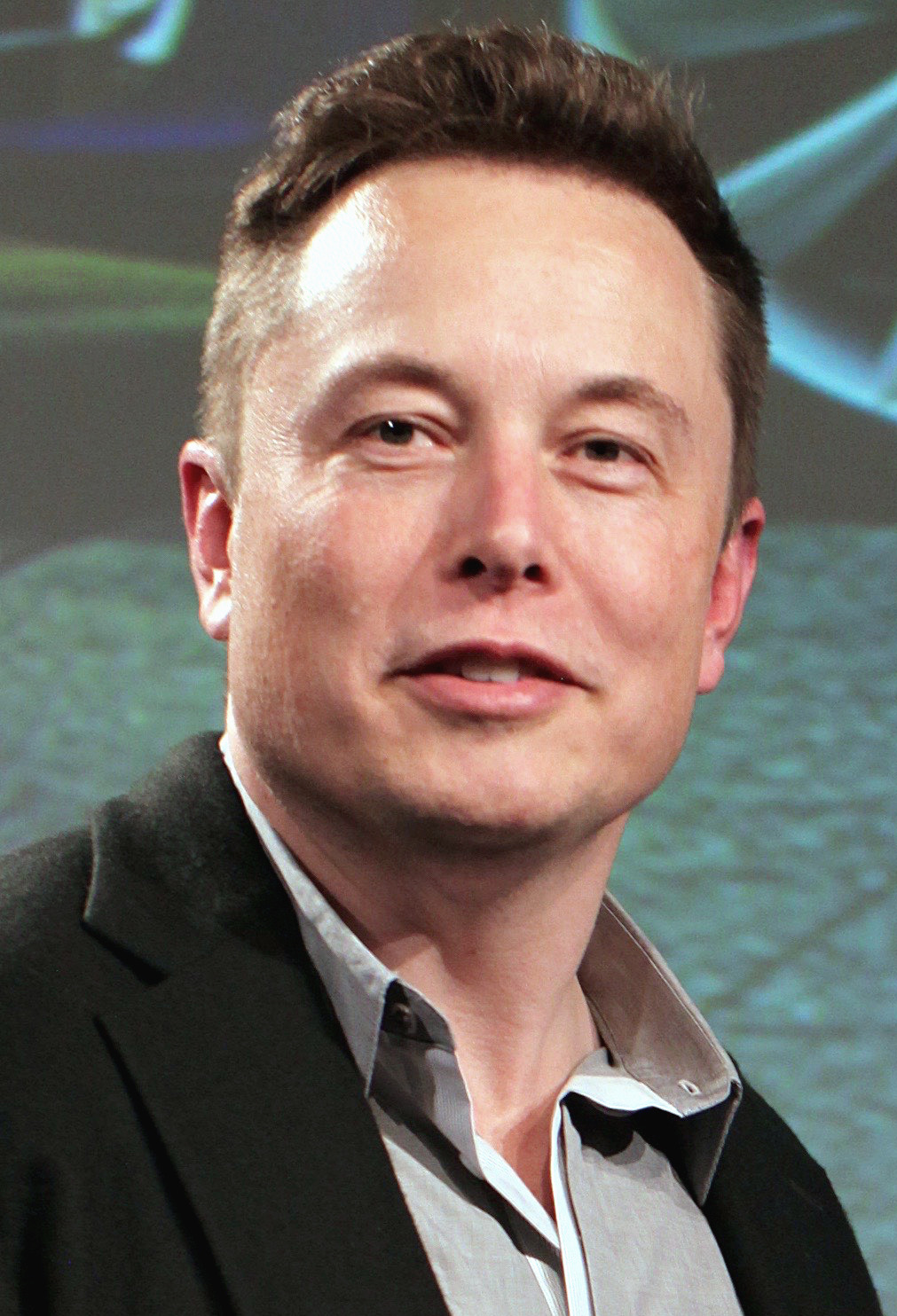
Elon Musk

- Elon Lages Lima, matematico brasiliano
- Elon Lindenstrauss, matematico israeliano
- Elon Musk, imprenditore e inventore sudafricano naturalizzato statunitense